# Pravčická brána

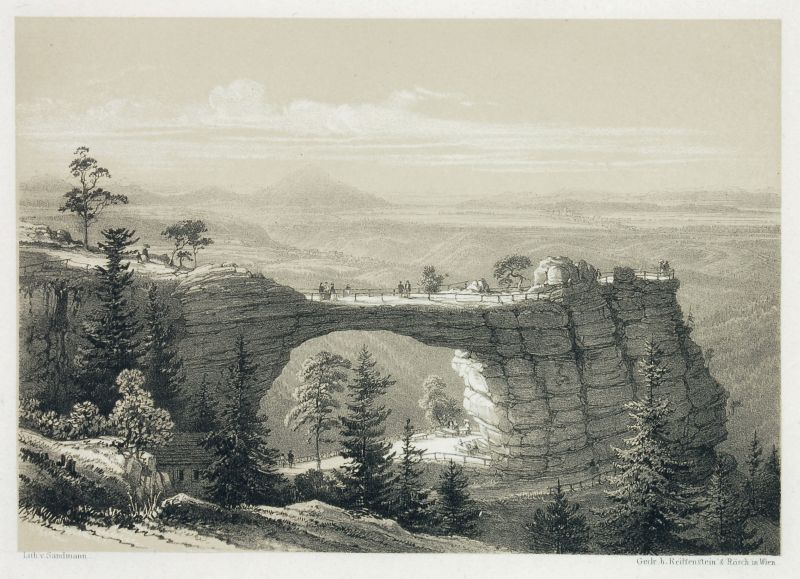
Pravčická brána v 1. polovině 19. století, litografie F. X. Sandmanna

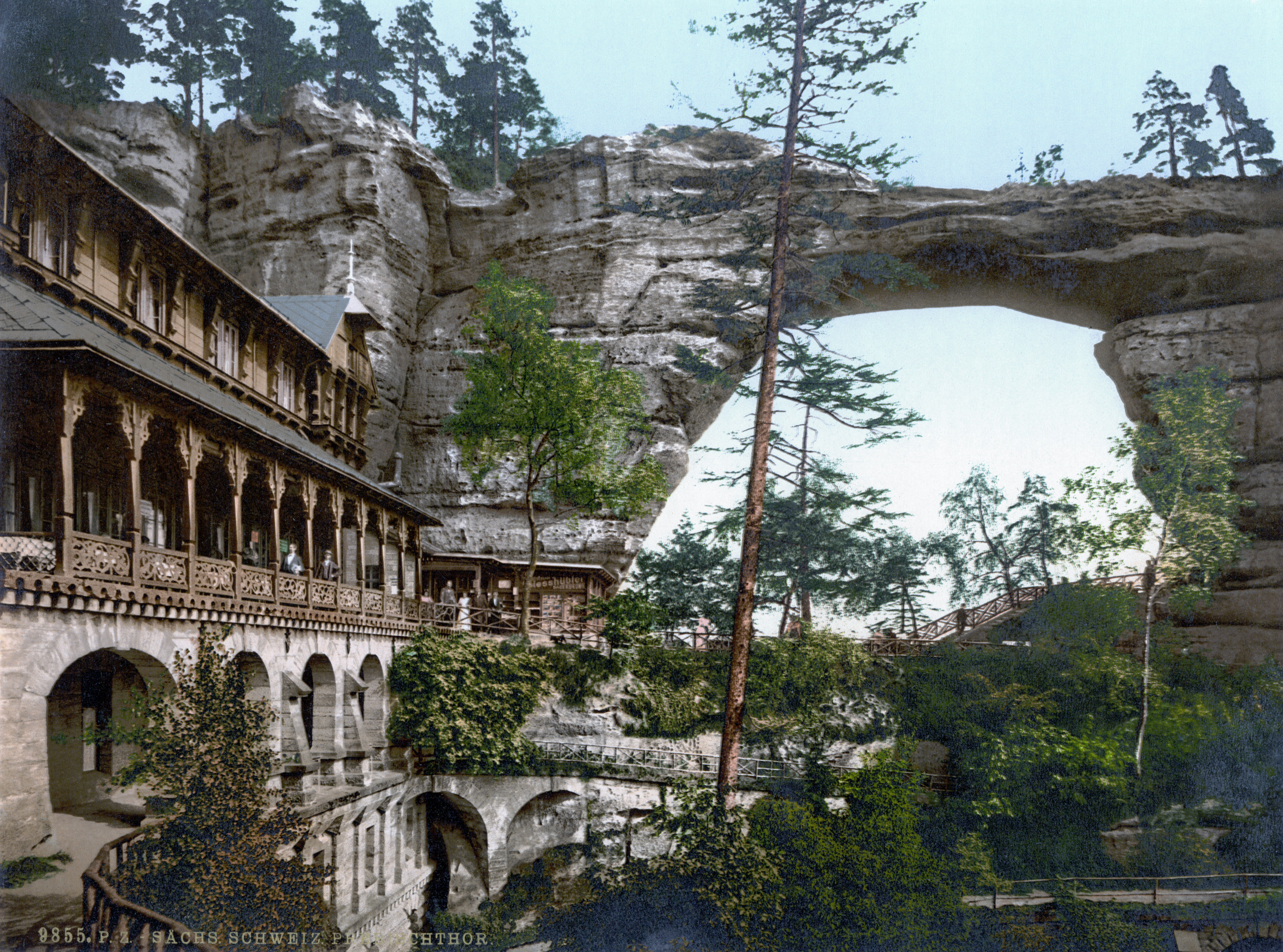
Pravčická brána okolo roku 1900

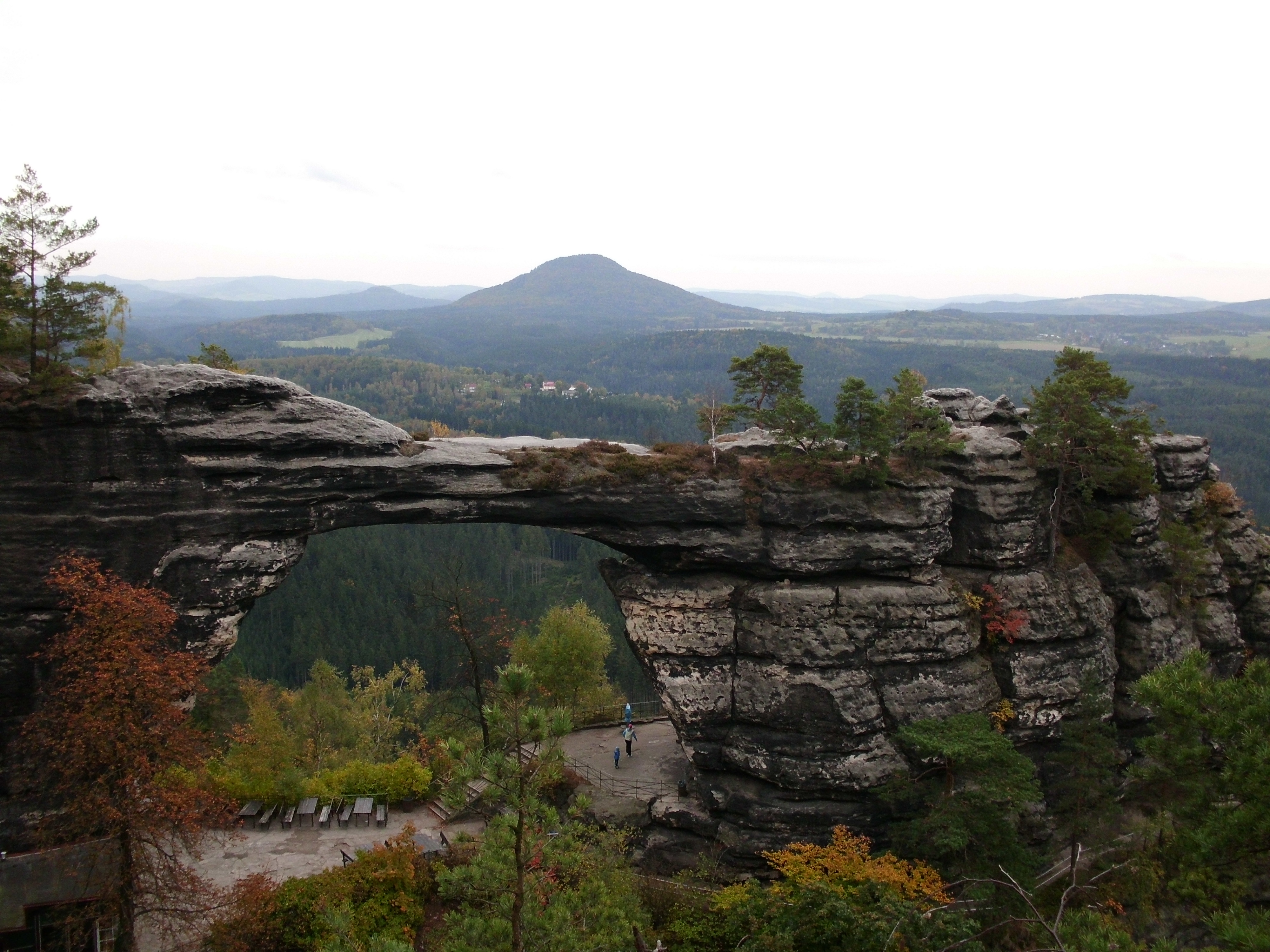
Pravčická brána, v pozadí Růžovský vrch

Pravčická brána (německy Prebischtor) je skalní brána na území obce Hřensko v okrese Děčín v Českém Švýcarsku, asi 3 km severovýchodně od zástavby osady Hřensko a 3 kilometry severozápadně od osady Mezní Louka. Vznikla v kvádrových pískovcích křídového stáří. Je označována za největší pískovcovou skalní bránu v Evropě. Společně s okolními skalními útvary je chráněna jako národní přírodní památka Pravčická brána. 

## Název
Současný název Pravčická brána je odvozen jejího německého názvu Prebischtor (ve významu Tor jako brána). První obyvatelé oblasti nazývali bránu podle jejich vlastností a rozměrů. Zažitý název byl tedy „Velká brána“ (německy „Grosses Tor“), což je dokumentováno i v první písemné zmínce o bráně z roku 1410. Oproti tomu seznam pomístních jmen obsažený v urbáři z roku 1722 uvádí pouze prosté „Das Thor“. Teprve až v turistické literatuře se poté začalo objevovat pojmenování „Prebischtor“. Jméno bylo převzato z názvu nejbližších terénních útvarů „Prebischgrund“, „Prebischkegel“ a „Prebischhorn“, uváděných již v popisech hranic z 16. a 17. století a ve smlouvách o dělení panství. Tato označení pocházejí pravděpodobně z obyvatelského jména Prebisch, které zde bylo kdysi rozšířené.
S rozmachem turistiky postupně přibývali i čeští návštěvníci z česky mluvícího vnitrozemí. Německý tvar slova tak byl připodobněn podobnému slovu českému. Dělo se tak zprvu nejednotně, což ukazuje i rozličnost těchto názvů: Brána Přebišova, Přebišská brána, Velká brána Převýšovská a Převyšovská brána, ojediněle i Pravěkická brána. Nakonec se ve 30. letech 20. století ustálil současný tvar Pravčická brána. Tento název však nijak nesouvisí s názvem obce Pravčice v okrese Kroměříž.
Existuje i mnoho legend a příkladů lidové etymologie vysvětlujících původ názvu. Jednou z nich je pověst o poustevníkovi Prebischovi, který tu údajně sídlil a dal bráně jméno. Stejně nepravděpodobný se jeví i názor, že brána dostala název od slovanského výrazu pro bránu či převis. Německé jméno „Prebischtor“ by tak bylo odvozeno od českého slova „převis“.

## Popis
Geomorfologicky náleží k podcelku Jetřichovické stěny Děčínské vrchoviny. Nalézá se v nadmořské výšce 447 m. Je součástí skalního defilé Křídelní stěny a ze skalní plošiny vybíhá šikmo ve směru severovýchod–jihozápad.
Délka Pravčické brány je 26,5 metru, výška 16 metrů, nejmenší tloušťka klenby 2,5 metru a nejmenší šířka 8 metrů. Plocha NPP Pravčická brána je 1,11 ha.

## Původ a vývoj
Brána je tvořena jizerským souvrstvím, které se ukládalo od středního do počátku svrchního turonu a nabývá mocnosti od 350 do 420 metrů. Šikmé zvrstvení pískovcových lamin (vrstev) ukazuje na převládající jihovýchodní směr mořských proudů, na rozdíl například od západního proudění patrného na skalách bělohorského souvrství (například ve Hřensku). Po ústupu moře byly obnažené pískovcové masivy exponovány přírodním podmínkám; na erozi a odnosu materiálu se podílelo více faktorů. Především to byla hloubková říční eroze, která vytvořila strmé skalní svahy. Horniny byly následně vystaveny zvětrávání, došlo k odnosu jejich méně pevných částí, a tím ke vzniku různých útvarů pískovcového reliéfu. Při formování skalní brány nejprve došlo k vytvoření tzv. skalní zdi postupným opadáváním kusů pískovce a skalním řícením podél souběžných puklin v pískovcovém masivu. Ve spodní části zdi potom z obou stran vznikl převis, který se dále postupně rozšiřoval ve směru nahoru a do stran, až došlo k úplnému proděravění zdi. Ostré hrany zbylé po opadu materiálu jsou časem zahlazovány zvětráváním (solným či mrazovým) nebo bioerozí.
Poprvé byla brána podrobněji geologicky prozkoumána v roce 1977, přičemž při dalším průzkumu v roce 1982 byly zjištěny nové praskliny v trámci. Oblastní konzervátor Severin Jungbauer z tohoto důvodu prosadil úplný zákaz vstupu na vrchní část oblouku.
Od roku 1993 je v provozu systematický kontrolní dilatometrický monitoring vzájemných deformací mezi bloky. Podle něj bráně žádné akutní nebezpečí zřícení nehrozí. Na Pravčické bráně je pravidelně prováděn monitoring zahrnující různá měření. Sleduje se vnější teplota, náklon, způsob a míra porušení pískovce, jeho složení, rozložení vlhkosti, případné druhotné zpevnění (proželeznění či prokřemenění) horniny nebo její vratné rozpínání v důsledku změn teploty. Ze seizmického průzkumu, například snímači (tzv. geofony) nebo geologickými radary, byly vytvořeny řezy tělesem brány ukazující pevnost masivu, intenzitu zvětrávání nebo skryté trhliny.
Rozpad brány je v budoucnosti nevyhnutelný a je dán již samotným principem jejího vzniku. Na zvětrávání pískovce se podílí několik faktorů. Pískovcový materiál Pravčické brány patří mezi horniny s nízkou pevností, navíc místo, kde se brána nachází, je silně exponováno. Velkou měrou se na zvětrávání podílí klima – intenzita srážek, změny teploty, sluneční záření nebo mrazové zvětrávání; dále ho ovlivňuje činnost organismů. Přímý antropogenní vliv je od roku 1982 díky zákazu vstupu minimalizován, nepřímo je hornina ovlivňována v důsledku vypouštění antropogenních emisí do ovzduší (urychlují proces zvětrávání) a především kyselé atmosférické depozice. Ta na povrchu brány způsobuje tvorbu tzv. solných výkvětů (krystalizované soli vzniklé neutralizací), které se spolu s horninou drolí a opadávají. Tím také porušují ochrannou opálovou krustu pískovce, která pozitivně ovlivňuje jeho soudržnost. Dlouhodobé antropogenní emise také mimo jiné zapříčinily tmavě šedé až černé zabarvení pískovce.

## Úřední ochrana

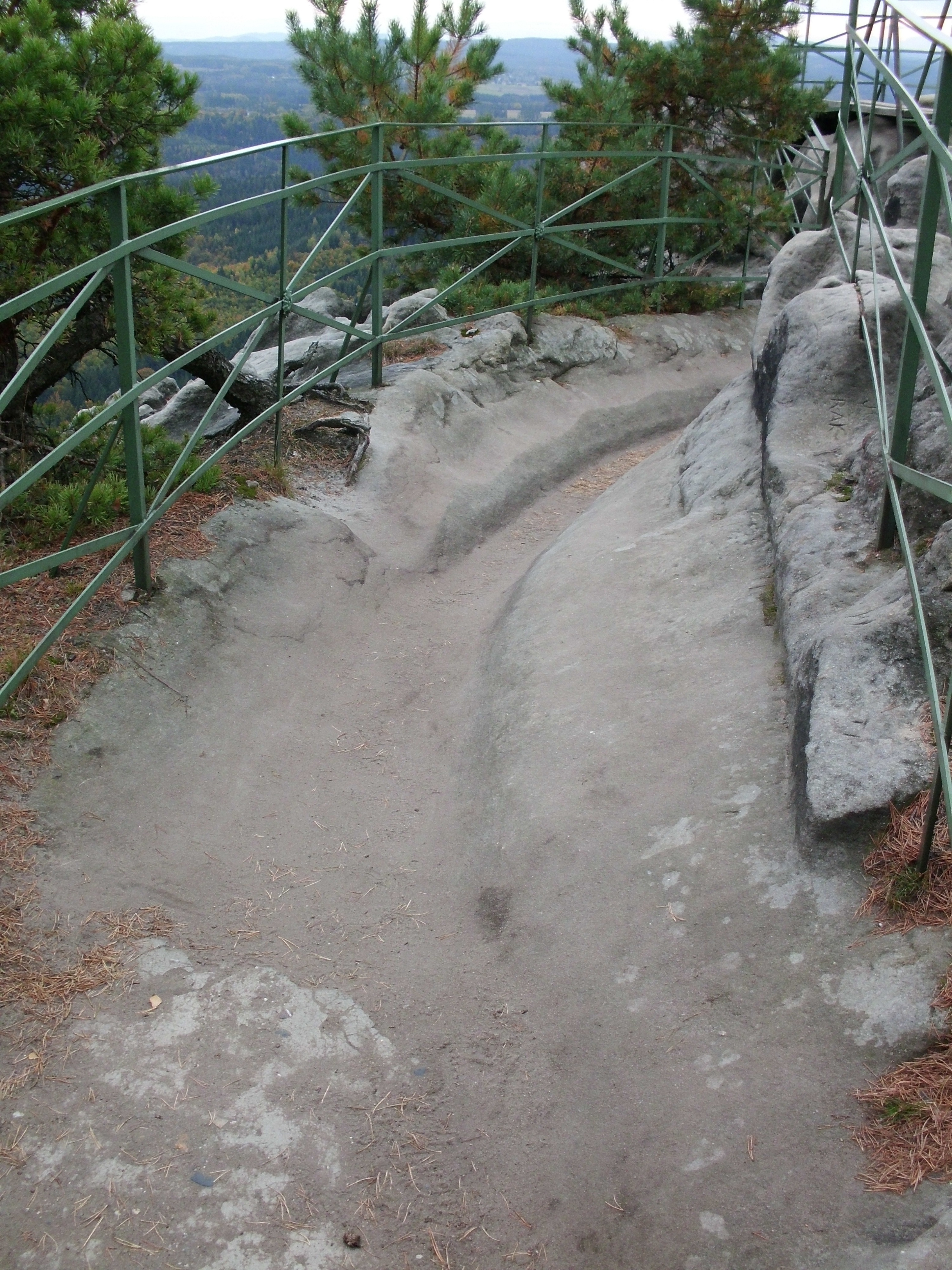
Vyšlapání pískovce na nedaleké vyhlídce

Pravčická brána (s okolím) byla poprvé chráněna od 18. prosince 1963, kdy byla usnesením okresního národního výboru Děčín vyhlášena chráněným přírodním výtvorem (CHPV). Dne 11. června 1992 byla vyhláškou Ministerstva životního prostředí i s okolními skalními útvary vyhlášena jako národní přírodní památka Pravčická brána.
Nachází se na území Národního parku České Švýcarsko (od 9. dubna 2002 v první zóně NP České Švýcarsko) a patří také k ptačí oblasti Labské pískovce.
Pravčická brána byla navštěvována již od konce 18. století. Četná návštěvnost způsobovala zvýšenou erozi vrchních partií a destrukci brány. Velký počet návštěvníků způsoboval zvýšenou erozi vrchních partií brány a odnos materiálu. Za období turistického využívání brány byla z oblouku odnesena vrstva o tloušťce 60 až 80 cm. V roce 1982 bylo navíc ve spodní části objeveno několik prasklin, a tak byl vstup na Pravčickou bránu roku 1982 zakázán, odstraněno bylo zábradlí na horní ploše brány i přístupový most. Cílem ochrany je zachování současného stavu a přirozeného vývoje pískovcových skalních masivů a minimalizace negativního antropogenního působení. V bezprostřední blízkosti brány jsou odstraňovány nepůvodní druhy dřevin a náletové dřeviny z povrchu brány, které by mohly způsobit její poškození.

## Význam
Je největší pískovcovou skalní branou v Evropě (pro srovnání – Malá Pravčická brána má výšku asi 2,3 metru a šířku 3,3 metru). 
Je jedním z nejnavštěvovanějších míst Národního parku České Švýcarsko, pod jehož správu patří, a zároveň jeho symbolem.
Pravčická brána se v roce 2009 dostala do užšího kola ankety New7Wonders o sedm přírodních divů světa, když postoupila mezi 71 semifinalistů. Do užšího výběru 28 finalistů se ale již neprobojovala.

## Turistické a podnikatelské využití lokality
Vzhledem k nepřístupnosti terénu, nevhodným podmínkám pro zemědělství i lesnictví a jinému pohledu tehdejších lidí na krajinu brána pravděpodobně do 2. poloviny 18. století nebyla využívána.
Na začátku 19. století začali bránu navštěvovat především umělci ze sousedního Saska, kteří ji zachycovali ve svých dílech. V roce 1826 bylo u paty Pravčické brány zprovozněno první občerstvovací zařízení a o 11 let později byla zřízena i nocležna. Mezi význačné osobnosti, které bránu v tomto období navštívily, patří bezesporu dánský spisovatel Hans Christian Andersen, který do této oblasti poprvé zavítal v roce 1831 a zmiňuje ji ve svých zápiscích z cest. V 60. letech 19. století byla upravena stezka přes Dlouhý důl určená především pro přístup na koni, další její úpravy proběhly v roce 1880, kdy zde byly postaveny kamenné můstky usnadňující cestu náročným terénem. Na pokyn majitele panství, knížete Edmunda Clary-Aldringena, začala v roce 1881 stavba hostince Sokolí hnízdo (tehdy pojmenovaného Prebischtor), kterou provedla skupinu barabů (kočovných italských kameníků). Dokončena a otevřena byla o rok později a tehdy se na Pravčické bráně také začalo poprvé vybírat vstupné.
Už v polovině 19. století se podnikatelé předháněli, kdo dřív získá licenci na výstavbu hotelu, a vzájemně na sebe žalovali a udávali, kdo ubytovává načerno.
Hotel Sokolí hnízdo je od roku 1992 v soukromém vlastnictví. Pozemek se stavbou získal v roce 1999, ještě před vyhlášením národního parku, v privatizaci občan Ruské federace. Pozemky pod Pravčickou bránou prostřednictvím společnosti PAAL s. r. o. vlastní advokát a podnikatel Alexej Krenke, zmiňovaný jako občan Ruské federace. Odkoupil je v roce 1999 od Lesů České republiky a soukromého majitele. Pozemky byly prodány za 86 380 korun, za Lesy České republiky smlouvu podepsal generální ředitel Jiří Oliva, pozdější poslanec za TOP09. Za firmu Paal jednal Michael Pachman, který od Alexeje Krenkeho, rovněž jednatele, obdržel plnou moc, kterou ke smlouvě doložil. Přestože tato plná moc byla součástí smlouvy, Oliva později tvrdil, že netušil, že je vlastníkem Rus, a kdyby to býval věděl, nejspíš by to s ministerstvem diskutoval. Pro Lesy ČR to podle Olivy byl naprosto bezvýznamný pozemek, který prodali za cenu podle znaleckého posudku založeného na výměře pozemku. Turistická lokalita je rozdělena na dvě parcely. Stavební parcela č. 90 zahrnuje nejen pozemek pod budovou zámečku Sokolí hnízdo, ale i část teras, vyhlídkových ploch a přístupových cest a severovýchodní zhruba poloviční část skalního bloku Pravčické brány, včetně samotného oblouku. Tato parcela je ve vlastnictví společnosti PAAL, s.r.o. Pozemková parcela č. 138, patřící státu a podléhající správě Správy národního parku, zahrnuje jak zbytek Pravčické brány, tak většinu skalních útvarů a vyhlídek v okolí, v rozsahu větším než je plocha národní přírodní památky Pravčická brána. Ve společnosti PAAL s.r.o. do října 2007 měla 100% podíl nizozemská společnost DELFTSCHE ZONTOREN B.V., od října 2007 do srpna 2019 držel 100% podíl Alexej Krenke, od 29. srpna 2019 má 75% podíl Maryna Kandiuk s trvalým pobytem na Ukrajině a 25% podíl Alexej Krenke s trvalým pobytem v hotelu Mezní Louka v Hřensku. Alexej Krenke (zpočátku psaný Alexei či Alexey) byl jednatelem společnosti od ledna 1999, zpočátku společně s Michalem Pachmanem. Pravčická brána stojí na soukromém pozemku, ředitel národního parku Zdeněk Patzelt však v roce 2003 věřil, že skalní útvar je i nadále státní, tedy není součástí pozemku. Státní vlastnictví skalního útvaru prý zatím nikdo nezpochybnil.
Na severní straně zámečku Sokolí hnízdo jsou pokladny s turnikety s omezenou otevírací dobou. Prostory restaurace a občerstvení včetně teras pod samotnou Pravčickou bránou i několik nedalekých vyhlídek přístupných vybudovanými a zábradlími, schodišti a mostky zabezpečenými stezkami jsou přístupné pouze po zaplacení vstupného. Zákonnost zpoplatnění vstupu do této lokality (a jiných podobných míst v republice) byla předmětem řady odborných a politických diskusí a sporů. Ačkoliv o skalní oblouk, stezky a vyhlídkové plošiny se stará správa národního parku, vstupné vybírá majitel zámečku Sokolí hnízdo, přes nějž vede jediná přístupová cesta. Pozemek se stavbou získal ještě před vyhlášením národního parku v privatizaci občan Ruské federace, roční příjem ze vstupného byl v roce 2010 odhadován ve výši kolem 10 miliónů korun. V roce 2022 Seznam zprávy z výše vstupného a z údajů agentury CzechTourism o návštěvnosti odhadovalo výtěžek ze vstupného za rok 2021 na 8,5 milionu korun. Správa národního parku, která ještě jako správa CHKO Labské pískovce byla proti privatizaci, nemá z tohoto vstupného ani korunu. V roce 2021 podnikatel Krenke věnoval národnímu parku 100 tisíc Kč, což podle odhadu odpovídá zhruba osmdesátině vybraného vstupného.
Praxi výběru vstupného v roce 2022 kritizoval děčínský senátor Zbyněk Linhart (STAN) a k jeho názoru se připojilo i několik poslanců, například Jaroslav Bžoch (ANO). Podnikatel Krenke tyto námitky označil za snahu těchto politiků se za každou cenu zviditelnit a přiživit vlastní PR na ničivé katastrofě. Senátorovi prý nabízel schůzku k vysvětlení, ale na termínu se nikdy nedohodli. Poslanec za ODS a místostarosta Litoměřic Karel Krejza chtěl apelovat na premiéra, aby situaci probral s ministryní životního prostředí, za úplně krajní řešení označil i případné vyvlastnění ve veřejném zájmu. Vedení národního parku v době těchto sporů, kdy národní park ještě hořel, odmítl se otázkou vstupného zabývat. Mluvčí národního parku Tomáš Salov však uvedl, že správa národního parku má zpracovanou studii, která řeší všechny možné alternativní varianty přístupů k Pravčické bráně a vyhlídkám nad Sokolím hnízdem, tedy že by se k bráně přistupovalo jinou trasou než tou v majetku podnikatele Krenka.
Po požáru okolních lesů v roce 2022 se jako majitel k otázce vyjadřoval a připomenul, že areál byl vždycky soukromý a vstupné se zde vybíralo již od jeho vybudování před 140 lety. Majitel poplatek zdůvodňuje poskytovanými službami, například odvozem odpadků (produkovaných z velké části provozem jeho občerstvení), a náklady na rekonstrukci a investice, například vybudování vodovodu a čistírny odpadních vod, finanční podporou sítě informačních center v regionu, ekologického kroužku dětí v Děčíně atd. Správa národního parku po jeho zřízení navrhovala majiteli odkoupení areálu státem, ale majitel neměl zájem. Vedení národního parku však je se spoluprací soukromého majitele spokojeno a i majitel deklaruje zájem na dobré spolupráci s vedením národního parku.

## Přístupové cesty a turistika
K Pravčické bráně se lze dostat pouze pěšky, ačkoliv stezka přes Dlouhý důl byla v 60. letech 19. století a v roce 1880 upravena především pro přístup na koni.
Jižně od Pravčické brány prochází Gabrielina stezka, po které je značena červená turistická trasa Klubu českých turistů. Touto stezkou se sem lze dostat buď strmější cestou od západu od Hřenska (2 kilometry cesty Dlouhým dolem od křižovatky Tři prameny) nebo mírnější cestou od východu od vsi Mezní Louka úpatím Křídelních stěn, v délce asi 6,5 kilometru.
Poslední úsek cesty od rozcestníku na Gabrielině stezce k Pravčické bráně a okolním vyhlídkám není značen turistickými značkami. Tento úsek až k turniketům u Sokolího hnízda měří asi půl kilometru, stezka mimo jiné křižuje sama sebe po stezce přes rokli a prochází po galerijních mostcích a stezkách vysekaných do skály, asi 10 metrů dlouhým skalním tunelem a také uzamykatelným podloubím (lodžií) zámečku Sokolí hnízdo. 
V celé trase Gabrieliny stezky od Mezného až po Tři prameny, značené červeným pásovým značením KČT, zřídila správa národního parku 16. 4. 2011 naučnou stezku Okolím Pravčické brány, tvořenou 12 informačními panely v českém a německém jazyce. Tabule č. 5, o Pravčické bráně, se nachází v placené zóně, na neznačené stezce k vyhlídce severně od Pravčické brány. Stezky v oblasti původně pojmenoval majitel panství Edmund Clary-Aldringen podle rodinných příslušnic, stezka k Pravčické bráně se  nazývala Gabrielina nebo Pelagiina. V 50. letech 20. století byla cesta přejmenována na stezku Julia Fučíka. V roce 1975 byla zřízena jako naučná a dostala jméno Naučná stezka přátelství ČSSR – NDR. V roce 1999 byla správou CHKO obnovena. V roce 2010 zahájila správa národního parku přeměnu na novou naučnou stezku.
Pro dopravní obsluhu zámečku Sokolí hnízdo a údržbu areálu slouží asi 400 metrů dlouhá visutá nákladní lanovka, která vede od jihojihovýchodu. Horní stanice lanovky je vzdálena po stezce asi 30 metrů od suterénních vstupů zámečku Sokolí hnízdo.